# Vyšehrad Dvje
Vyšehrad Dvje je česká filmová komedie z roku 2025 režisérů Martina Koppa a Jakuba Štáfka. Štáfek je také spoluautorem scénáře, který napsal společně s Tomášem Vávrou. Rovněž ztvárnil hlavní postavu filmu.
Snímek Vyšehrad Dvje navazuje na film Vyšehrad Fylm a internetový seriál Vyšehrad: Seryjál.
Premiéra filmu se uskutečnila 17. duben 2025.

## Synopse
Děj sleduje fotbalistu Juliuse „Laviho“ Lavického, který odlétá na své první zahraniční angažmá v Anglii. Jeho průšvihy způsobí jeho další kariérní pád, který ho zavede až do vesnického klubu FK Smrkov.

## Obsazení
Hlavního hrdinu „Laviho“ ztvárnil Jakub Štáfek.
V dalších rolích se objevili Jakub Prachař, Ondřej Pavelka, Jiří Ployhar, Šárka Vaculíková, Lukáš Vaculík, Jaroslav Plesl, Miroslav Hanuš, David Prachař, Ivana Chýlková a další. Ve filmu si menší role zahráli i čeští fotbalisté Jan Koller, Pavel Nedvěd, Tomáš Ujfaluši či Petr Švancara.